# Hexecontaedro pentagonal
O hexecontaedro pentagonal é um sólido de Catalan.
As sua faces são 60 pentágonos irregulares. Tem 150 arestas e 92 vértices.
O poliedro dual do hexecontaedro pentagonal é o icosidodecaedro snub.